# Kgotla

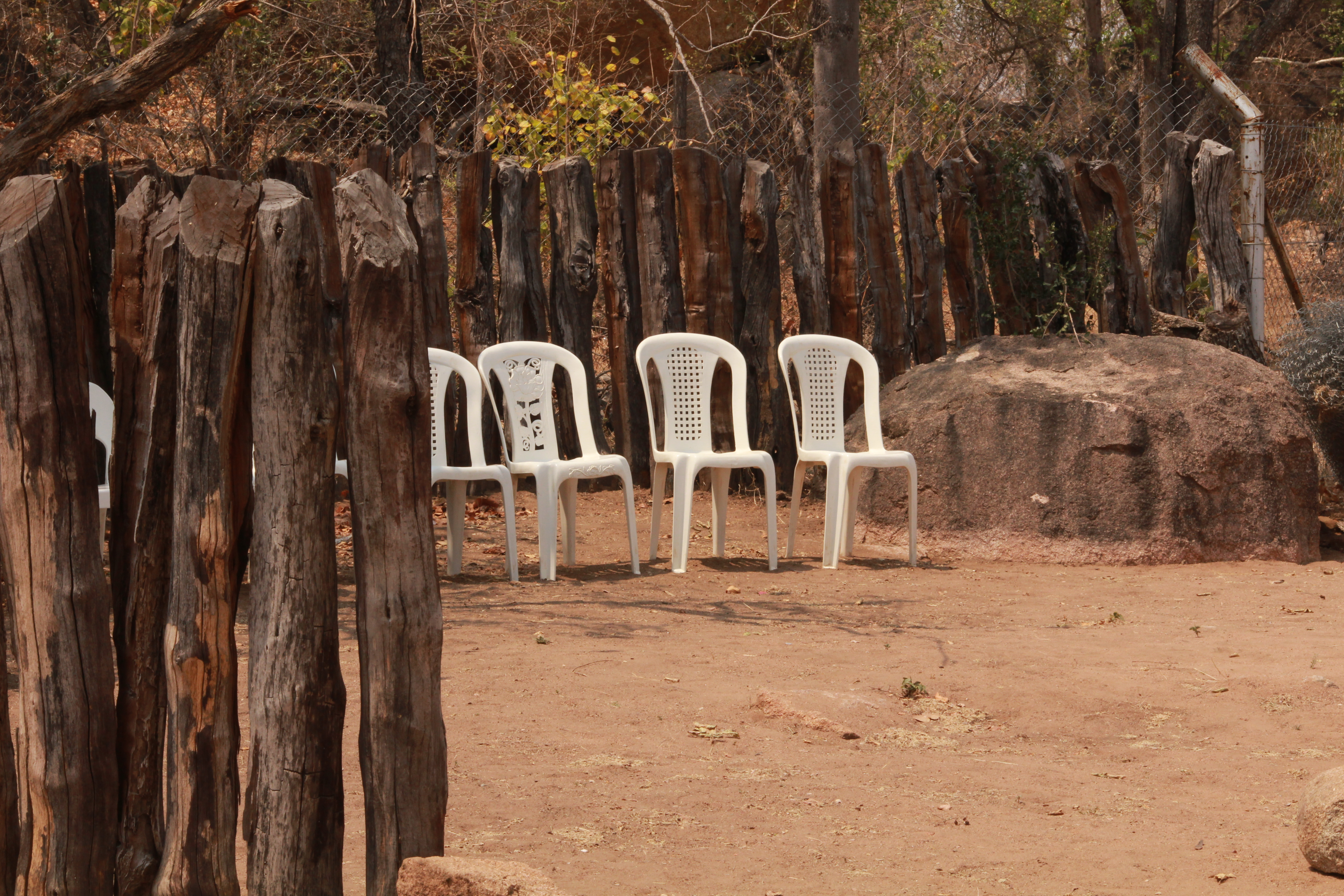
Kgotla sur les ruines de Domboshaba (festival culturel de Domboshaba 2017)

Au Botswana, la Kgotla est une sorte d'agora traditionnelle placée généralement au centre du village. Ce lieu sert de forum, de conseil de communauté et de cour de justice ; il est dirigé par le chef de village.
Pour les botswanais, "la forme de guerre la plus loyale, c'est le dialogue" (en Setswana : ntwa kgolo ke ya molomo). Dans la Kgotla, chaque personne du village a le droit de parler sans être interrompue. Lorsque ces participants sont à l'intérieur de la Kgotla, ils ont l'autorisation de s'exprimer parfaitement librement, sans que quiconque puisse leur en tenir rigueur une fois la séance terminée. Néanmoins, toutes les discussions entamées dans la Kgotla doivent aboutir à un consensus.
Existant bien avant l'arrivée des colons européens, la particularité de libre-expression de cette tradition réside dans le fait qu'elle est un exemple de démocratie participative unique en Afrique.
Un lien peut être fait entre cette tradition et le fait que le Botswana ait naturellement adopté la démocratie après son indépendance en 1966, sans qu'il ait jamais connu de guerres civiles ou autres troubles politiques comme il est malheureusement courant d'en voir ailleurs en Afrique depuis la décolonisation.
Avec le système de justice actuelle au Botswana, largement calqué sur le système occidental, les Kgotla ont perdu de leur influence. Mais c'est encore dans ces lieux, que sont actuellement jugés les petits délits et ou sont traitées les affaires courantes des villages.
En parlant de la Kgotla, les botswanais s'amusent à dire que la démocratie la plus ancienne du monde est africaine.

## Utilisation en management des organisations
Ce mode de gouvernance a inspiré certaines entreprises telle que la société minière Anglo American. Cette dernière a utilisé le principe de la Kgotla pour créer un environnement de travail dans lequel les mineurs peuvent exprimer leurs idées afin d'améliorer la sécurité. Le nombre d'accidents a été ainsi considérablement réduit.